# Stereomyia elongata
Stereomyia elongata är en tvåvingeart som först beskrevs av Rudow 1871.  Stereomyia elongata ingår i släktet Stereomyia och familjen lusflugor. Inga underarter finns listade i Catalogue of Life.